# Videojoc no lineal
Un videojoc no lineal presenta al jugador reptes que poden ser completats en un nombre de seqüències diferents. Mentre que un videojoc lineal s'enfrontarà al jugador amb una sèrie fixa de reptes, un joc menys lineal concedirà molta més llibertat al jugador. Per exemple, un videojoc no lineal pot permetre múltiples seqüències per finalitzar el joc, una elecció entre camins a la victòria, o missions opcionals i arguments secundaris. Alguns jocs tenen dos elements de linealitat i no linealitat, i alguns jocs ofereixen una manera sandbox que deixa als jugadors explorar l'ambient del videojoc independentment dels objectius principals del joc. L'estil no lineal dins el joc té les seves arrels en l'era dels 8 bits, amb exemples primerencs que inclouen Bosconian (1981), Time Pilot (1982),
TX-1 (1983),
Mega Zone (1983),
Portopia Serial Murder Case (1983), Bega's Battle (1983),
Elite (1984), Dragon Slayer (1984),
The Battle-Road (1984),
Brain Breaker (1985),
Star Luster (1985),
The Legend of Zelda (1986),
Metroid (1986),
Dragon Quest (1986),
Out Run (1986),
Darius (1986),
Vampire Killer (1986) and Castlevania II: Simon's Quest (1987),
Mega Man (1987),
Sid Meier's Pirates! (1987), The Goonies II (1987),
i War of the Dead (1987).
Un joc que és notablement no lineal serà de vegades descrit com "de final obert" o sandbox. Alguns jocs no lineals poden ser considerats com a proveïdors de jugabilitat emergent-situació complexa que sorgeix de la interacció de mecàniques de joc relativament simples.